# Danh sách quận của Seoul

Đơn vị hành chính của Seoul

Quận (Gu) của Seoul gồm 25 gu ("quận"; 구; 區) bao gồm Seoul, Hàn Quốc. Gu thay đổi rất nhiều về diện tích (từ 10 đến 47 km²) và dân số (từ ít hơn 140.000 đến 630.000). Tính đến cuối tháng 5 năm 2022, Seoul có 25 quận (gu) tự trị và 426 phường (dong) hành chính. Songpa đông dân nhất, trong khi Seocho có diện tích rộng nhất. Gu tương tự như quận của London hoặc New York hoặc 23 quận đặc biệt của Tokyo, và chính phủ của một gu xử lý nhiều vấn đề khác nhau bởi chính quyền thành phố. Mỗi gu có hội đồng pháp luật, thị trưởng và thành phố kết nghĩa.  ↵Mỗi gu được chia thành dong hoặc khu phố. Một vài gu chỉ có một vài dong trong khi những vùng khác (như Jongno-gu) có một số lượng lớn các khu phố riêng biệt.

## Đơn vị hành chính
Chú thích đơn vị
- Diện tích: km2
- Dân số: Người
- Mật độ: Nghìn người/km2

| \| Tên \| Hangul \| Diện tích \| Dân số \| Mật độ \| \| --------------- \| -------- \| --------- \| --------- \| --------- \| \| Jongno-gu \| 종로구 \| 23.91 \| 153,531 \| 73,554 \| \| Jung-gu \| 중구 \| 9.96 \| 125,941 \| 61,075 \| \| Yongsan-gu \| 용산구 \| 21.87 \| 229,545 \| 108,552 \| \| Seongdong-gu \| 성동구 \| 16.85 \| 308,519 \| 136,000 \| \| Gwangjin-gu \| 광진구 \| 17.06 \| 355,352 \| 161,293 \| \| Dongdaemun-gu \| 동대문구 \| 14.2 \| 349,917 \| 161,336 \| \| Jungnang-gu \| 중랑구 \| 18.5 \| 405,118 \| 179,758 \| \| Seongbuk-gu \| 성북구 \| 24.56 \| 439,292 \| 186,542 \| \| Gangbuk-gu \| 강북구 \| 23.61 \| 321,757 \| 143,134 \| \| Dobong-gu \| 도봉구 \| 20.7 \| 341,638 \| 137,657 \| \| Nowon-gu \| 노원구 \| 35.44 \| 548,371 \| 217,528 \| \| Eunpyeong-gu \| 은평구 \| 29.69 \| 484,021 \| 203,528 \| \| Seodaemun-gu \| 서대문구 \| 17.6 \| 310,821 \| 137,666 \| \| Mapo-gu \| 마포구 \| 23.88 \| 374,579 \| 170,955 \| \| Yangcheon-gu \| 양천구 \| 17.4 \| 466,723 \| 176,284 \| \| Gangseo-gu \| 강서구 \| 41.43 \| 599,501 \| 256,746 \| \| Guro-gu \| 구로구 \| 20.12 \| 406,888 \| 171,827 \| \| Geumcheon-gu \| 금천구 \| 13 \| 233,145 \| 106,464 \| \| Yeongdeungpo-gu \| 영등포구 \| 24.57 \| 368,733 \| 169,466 \| \| Dongjak-gu \| 동작구 \| 16.35 \| 395,095 \| 174,872 \| \| Gwanak-gu \| 관악구 \| 29.57 \| 503,900 \| 260,090 \| \| Seocho-gu \| 서초구 \| 47 \| 439,030 \| 174,126 \| \| Gangnam-gu \| 강남구 \| 39.51 \| 545,809 \| 228,853 \| \| Songpa-gu \| 송파구 \| 33.88 \| 667,144 \| 268,802 \| \| Gangdong-gu \| 강동구 \| 24.58 \| 432,168 \| 177,579 \| \| Tổng \| 합계 \| 605.25 \| 9,806,538 \| 4,243,687 \| | Sông Hán Gyeonggi-do Mapo-gu Dobong-gu Jungnang-gu Nowon-gu Eunpyeong-gu Gangbuk-gu Seongbuk-gu Jongno-gu Jung-gu Yongsan-gu Dongdaemun-gu Gangseo-gu Yangcheon-gu Guro-gu Seongdong-gu Gwangjin-gu Songpa-gu Gangdong-gu Seocho-gu Gangnam-gu Seodaemun-gu Dongjak-gu Yeongdeungpo-gu Geum cheon -gu Gwanak-gu |           |           |           |
| Tên | Hangul | Diện tích | Dân số    | Mật độ    |
| Jongno-gu | 종로구 | 23.91     | 153,531   | 73,554    |
| Jung-gu | 중구 | 9.96      | 125,941   | 61,075    |
| Yongsan-gu | 용산구 | 21.87     | 229,545   | 108,552   |
| Seongdong-gu | 성동구 | 16.85     | 308,519   | 136,000   |
| Gwangjin-gu | 광진구 | 17.06     | 355,352   | 161,293   |
| Dongdaemun-gu | 동대문구 | 14.2      | 349,917   | 161,336   |
| Jungnang-gu | 중랑구 | 18.5      | 405,118   | 179,758   |
| Seongbuk-gu | 성북구 | 24.56     | 439,292   | 186,542   |
| Gangbuk-gu | 강북구 | 23.61     | 321,757   | 143,134   |
| Dobong-gu | 도봉구 | 20.7      | 341,638   | 137,657   |
| Nowon-gu | 노원구 | 35.44     | 548,371   | 217,528   |
| Eunpyeong-gu | 은평구 | 29.69     | 484,021   | 203,528   |
| Seodaemun-gu | 서대문구 | 17.6      | 310,821   | 137,666   |
| Mapo-gu | 마포구 | 23.88     | 374,579   | 170,955   |
| Yangcheon-gu | 양천구 | 17.4      | 466,723   | 176,284   |
| Gangseo-gu | 강서구 | 41.43     | 599,501   | 256,746   |
| Guro-gu | 구로구 | 20.12     | 406,888   | 171,827   |
| Geumcheon-gu | 금천구 | 13        | 233,145   | 106,464   |
| Yeongdeungpo-gu | 영등포구 | 24.57     | 368,733   | 169,466   |
| Dongjak-gu | 동작구 | 16.35     | 395,095   | 174,872   |
| Gwanak-gu | 관악구 | 29.57     | 503,900   | 260,090   |
| Seocho-gu | 서초구 | 47        | 439,030   | 174,126   |
| Gangnam-gu | 강남구 | 39.51     | 545,809   | 228,853   |
| Songpa-gu | 송파구 | 33.88     | 667,144   | 268,802   |
| Gangdong-gu | 강동구 | 24.58     | 432,168   | 177,579   |
| Tổng | 합계 | 605.25    | 9,806,538 | 4,243,687 |

## Phân chia hành chính

### Jongno-gu
Hành chính dong (phường)
Cheongunhyoja-dong · Sajik-dong · Samcheong-dong · Buam-dong · Pyeongchang-dong · Muak-dong · Gyonam-dong · Gahoe-dong · Jongno 1.2.3.4 ga-dong · Nusang-dong · Nuha-dong · Changseong-dong

### Jung-gu
Hành chính dong (phường)
Sogong-dong · Hoehyeon-dong · Myeong-dong · Pil-dong · Jangchung-dong · Gwanghui-dong · Euljiro-dong · Sindang-dong · Dasan-dong · Yaksu-dong · Cheonggu-dong · Sindang 5-dong · Donghwa-dong · Hwanghak-dong · Jungnim-dong

### Yongsan-gu
Hành chính dong (phường)
Huam-dong · Yongsan 2 ga-dong · Namyeong-dong · Cheongpa-dong · Wonhyoro 1-dong · Wonhyoro 2-dong · Hyochang-dong · Yongmun-dong · Hangangno-dong · Ichon 1-dong · Ichon 2-dong · Itaewon 1-dong · Itaewon 2-dong · Hannam-dong · Seobinggo-dong · Bogwang-dong

### Seongdong-gu
Hành chính dong (phường)
Wangsimni doseon-dong · Wangsimni 2-dong · Majang-dong · Sageun-dong · Haengdang 1-dong · Haengdang 2-dong · Eungbong-dong · Geumho 1ga-dong · Geumho 2.3ga-dong · Geumho 4ga-dong · Oksu-dong · Seongsu 1ga 1-dong · Seongsu 1ga 2-dong · Seongsu 2ga 1-dong · Seongsu 2ga 3-dong · Songjeong-dong · Yongdap-dong

### Gwangjin-gu
Hành chính dong (phường)
Junggok 1-dong · Junggok 2-dong · Junggok 3-dong · Junggok 4-dong · Neung-dong · Guui 1-dong · Guui 2-dong · Guui 3-dong · Gwangjang-dong · Jayang 1-dong · Jayang 2-dong · Jayang 3-dong · Jayang 4-dong · Hwayang-dong · Gunja-dong

### Dongdaemun-gu
Hành chính dong (phường)
Yongsin-dong · Jegi-dong · Jeonnong 1-dong · Jeonnong 2-dong · Dapsimni 1-dong · Dapsimni 2-dong · Jangan 1-dong · Jangan 2-dong · Cheongnyangni-dong · Hoegi-dong · Hwigyeong 1-dong · Hwigyeong 2-dong · Imun 1-dong · Imun 2-dong

### Jungnang-gu
Hành chính dong (phường)
Myeonmok bon-dong · Myeonmok 2-dong · Myeonmok 3·8-dong · Myeonmok 4-dong · Myeonmok 5-dong · Myeonmok 7-dong · Sangbong 1-dong · Sangbong 2-dong · Junghwa 1-dong · Junghwa 2-dong · Muk 1-dong · Muk 2-dong · Mangu bon-dong · Mangu 3-dong · Sinnae 1-dong · Sinnae 2-dong

### Seongbuk-gu
Hành chính dong (phường)
Seongbuk-dong · Samseon-dong · Dongseon-dong · Donam 1-dong · Donam 2-dong · Anam-dong · Bomun-dong · Jeongneung 1-dong · Jeongneung 2-dong · Jeongneung 3-dong · Jeongneung 4-dong · Gireum 1-dong · Gireum 2-dong · Jongam-dong · Wolgok 1-dong · Wolgok 2-dong · Jangwi 1-dong · Jangwi 2-dong · Jangwi 3-dong · Seokgwan-dong

### Gangbuk-gu
Hành chính dong (phường)
Samyang-dong · Mia-dong · Songjung-dong · Songcheon-dong · Samgaksan-dong · Beon 1-dong · Beon 2-dong · Beon 3-dong · Suyu 1-dong · Suyu 2-dong · Suyu 3-dong · Ui-dong · Insu-dong

### Dobong-gu
Hành chính dong (phường)
Ssangmun 1-dong · Ssangmun 2-dong · Ssangmun 3-dong · Ssangmun 4-dong · Banghak 1-dong · Banghak 2-dong · Banghak 3-dong · Chang 1-dong · Chang 2-dong · Chang 3-dong · Chang 4-dong · Chang 5-dong · Dobong 1-dong · Dobong 2-dong

### Nowon-gu
Hành chính dong (phường)
Wolgye 1-dong · Wolgye 2-dong · Wolgye 3-dong · Gongneung 1-dong · Gongneung 2-dong · Hagye 1-dong · Hagye 2-dong · Junggye bon-dong · Junggye 1-dong · Junggye 2·3-dong · Junggye 4-dong · Sanggye 1-dong · Sanggye 2-dong · Sanggye 3·4-dong · Sanggye 5-dong · Sanggye 6·7-dong · Sanggye 8-dong · Sanggye 9-dong · Sanggye 10-dong

### Eunpyeong-gu
Hành chính dong (phường)
Nokbeon-dong · Bulgwang 1-dong · Bulgwang 2-dong · Galhyeon 1-dong · Galhyeon 2-dong · Gusan-dong · Daejo-dong · Eungam 1-dong · Eungam 2-dong · Eungam 3-dong · Yeokchon-dong · Sinsa 1-dong · Sinsa 2-dong · Jeungsan-dong · Susaek-dong · Jingwan-dong

### Seodaemun-gu
Hành chính dong (phường)
Chunghyeon-dong · Yeonhui-dong · Bugahyeon-dong · Sinchon-dong · Yeonhui-dong · Hongje 1-dong · Hongje 2-dong · Hongje 3-dong · Hongeun 1-dong · Hongeun 2-dong · Namgajwa 1-dong · Namgajwa 2-dong · Bukgajwa 1-dong · Bukgajwa 2-dong

### Mapo-gu
Hành chính dong (phường)
Gongdeok-dong · Ahyeon-dong · Dohwa-dong · Yonggang-dong · Daeheung-dong · Yeomni-dong · Sinsu-dong · Seogang-dong · Seogyo-dong · Hapjeong-dong · Mangwon 1-dong · Mangwon 2-dong · Yeonnam-dong · Seongsan 1-dong · Seongsan 2-dong · Sangam-dong

### Yangcheon-gu
Hành chính dong (phường)
Mok 1-dong · Mok 2-dong · Mok 3-dong · Mok 4-dong · Mok 5-dong · Sinwol 1-dong · Sinwol 2-dong · Sinwol 3-dong · Sinwol 4-dong · Sinwol 5-dong · Sinwol 6-dong · Sinwol 7-dong · Sinjeong 1-dong · Sinjeong 2-dong · Sinjeong 3-dong · Sinjeong 4-dong · Sinjeong 6-dong · Sinjeong 7-dong

### Gangseo-gu
Hành chính dong (phường)
Yeomchang-dong · Deungchon 1-dong · Deungchon 2-dong · Deungchon 3-dong · Hwagok bon-dong · Hwagok 1-dong · Hwagok 2-dong · Hwagok 3-dong · Hwagok 4-dong · Hwagok 6-dong · Hwagok 8-dong · Ujangsan-dong · Gayang 1-dong · Gayang 2-dong · Gayang 3-dong · Balsan 1-dong · Gonghang-dong · Banghwa 1-dong · Banghwa 2-dong · Banghwa 3-dong

### Guro-gu
Hành chính dong (phường)
Sindorim-dong · Guro 1-dong · Guro 2-dong · Guro 3-dong · Guro 4-dong · Guro 5-dong · Garibong-dong · Sugung-dong · Gocheok 1-dong · Gocheok 2-dong · Gaebong 1-dong · Gaebong 2-dong · Gaebong 3-dong · Oryu 1-dong · Oryu 2-dong · Hang-dong

### Geumcheon-gu
Hành chính dong (phường)
Gasan-dong · Doksan 1-dong · Doksan 2-dong · Doksan 3-dong · Doksan 4-dong · Siheung 1-dong · Siheung 2-dong · Siheung 3-dong · Siheung 4-dong · Siheung 5-dong

### Yeongdeungpo-gu
Hành chính dong (phường)
Yeongdeungpo bon-dong · Yeongdeungpo-dong · Yeoui-dong · Dangsan 1-dong · Dangsan 2-dong · Dorim-dong · Mullae-dong · Yangpyeong 1-dong · Yangpyeong 2-dong · Singil 1-dong · Singil 3-dong · Singil 4-dong · Singil 5-dong · Singil 6-dong · Singil 7-dong · Daerim 1-dong · Daerim 2-dong · Daerim 3-dong

### Dongjak-gu
Hành chính dong (phường)
Noryangjin 1-dong · Noryangjin 2-dong · Sangdo 1-dong · Sangdo 2-dong · Sangdo 3-dong · Sangdo 4-dong · Heukseok-dong · Sadang 1-dong · Sadang 2-dong · Sadang 3-dong · Sadang 4-dong · Sadang 5-dong · Daebang-dong · Sindaebang 1-dong · Sindaebang 2-dong

### Gwanak-gu
Hành chính dong (phường)
Boramae-dong · Euncheon-dong · Seonghyeon-dong · Jungang-dong · Cheongrim-dong · Haunn-dong · Cheongnyong-dong · Nakseongdae-dong · Inheon-dong · Namhyeon-dong · Sillim-dong · Sinsa-dong · Jowon-dong · Miseong-dong · Nangok-dong · Nanhyang-dong · Seowon-dong · Sinwon-dong · Seorim-dong · Samseong-dong

### Seocho-gu
Hành chính dong (phường)
Seocho 1-dong · Seocho 2-dong · Seocho 3-dong · Seocho 4-dong · Jamwon-dong · Banpo bon-dong · Banpo 1-dong · Banpo 2-dong · Banpo 3-dong · Banpo 4-dong · Bangbae bon-dong · Bangbae 1-dong · Bangbae 2-dong · Bangbae 3-dong · Bangbae 4-dong · Yangjae 1-dong · Yangjae 2-dong · Naegok-dong

### Gangnam-gu
Hành chính dong (phường)
Sinsa-dong · Apgujeong-dong · Cheongdam-dong · Nonhyeon 1-dong · Nonhyeon 2-dong · Samseong 1-dong · Samseong 2-dong · Daechi 1-dong · Daechi 2-dong · Daechi 4-dong · Yeoksam 1-dong · Yeoksam 2-dong · Dogok 1-dong · Dogok 2-dong · Gaepo 1-dong · Gaepo 2-dong · Gaepo 4-dong · Irwon bon-dong · Irwon 1-dong · Irwon 2-dong · Suseo-dong · Segok-dong

### Songpa-gu
Hành chính dong (phường)
Pungnap 1-dong · Pungnap 2-dong · Geoyeo 1-dong · Geoyeo 2-dong · Macheon 1-dong · Macheon 2-dong · Bangi 1-dong · Bangi 2-dong · Oryun-dong · Ogeum-dong · Songpa 1-dong · Songpa 2-dong · Seokchon-dong · Samjeon-dong · Garak bon-dong · Garak 1-dong · Garak 2-dong · Munjeong 1-dong · Munjeong 2-dong · Jangji-dong · Wirye-dong · Jamsil bon-dong · Jamsil 2-dong · Jamsil 3-dong · Jamsil 4-dong · Jamsil 6-dong · Jamsil 7-dong

### Gangdong-gu
Hành chính dong (phường)
Gangil-dong · Sangil 1-dong · Sangil 2-dong · Myeongil 1-dong · Myeongil 2-dong · Godeok 1-dong · Godeok 2-dong · Amsa 1-dong · Amsa 2-dong · Amsa 3-dong · Cheonho 1-dong · Cheonho 2-dong · Cheonho 3-dong · Seongnae 1-dong · Seongnae 2-dong · Seongnae 3-dong · Gil-dong · Dunchon 1-dong · Dunchon 2-dong